# ギャルアミダブツ
『ギャルアミダブツ』は、原作：シナガワ、漫画：コガモによる日本の漫画作品。『週刊ヤングジャンプ』（集英社）にて、2024年44号より2025年30号まで連載。

## 沿革
2024年9月27日発売の『週刊ヤングジャンプ』2024年43号にて次号より連載スタートすると発表。同年10月3日発売の同誌44号より連載を開始し、2025年6月26日発売の同誌30号にて連載終了。

## あらすじ
高校生僧侶草乃正道と高校生ギャル竹ケ原エリがクラスメイトだったが、ある日飛行機事故でエリは亡くなってしまう。正道は弔辞を読むことになったが、葬儀場には元気なエリの幽霊がいた。その後話し合った二人はエリのお願いを全て叶えることを目指す。

## 登場キャラクター
竹ケ原 エリ（たけがはら エリ）
本作の主人公。享年16歳の女子高校生。色白ギャルで長髪金髪と青髪の混合。よく遅刻するが正道とは生前から仲は良かった。南の島に行く途中で小型セスナが不時着で亡くなる。しかし葬儀場には幽霊となって現れて、正道と行動を共にする。ちなみに正道以外には姿は見えない。
草乃 正道（くさの しょうどう）
男子高校生で短髪黒髪眼鏡。エリからはマサミチと呼ばれている。高校生僧侶でエリの葬式では弔辞を読んだ。幽霊となったエリを何とか除霊しようとするがことごとく失敗。結果エリのお願いを全て叶えることによって成仏させようとする。

## コラボグラビア
単行本の第1巻の発売を記念して、『週刊ヤングジャンプ』2025年15号で、本作品とコスプレイヤー・えなこによるコラボグラビアが収録された。

## 書誌情報
- シナガワ（原作）・コガモ（漫画）『ギャルアミダブツ』集英社〈ヤングジャンプ・コミックス〉、全3巻
  1. 2025年3月18日発売[6][7]、ISBN 978-4-08-893608-6
  2. 2025年6月18日発売[8]、ISBN 978-4-08-893696-3
  3. 2025年8月19日発売[9]、ISBN 978-4-08-893801-1